# الرستاكي
الرستاكي (بالإنجليزية: AL-Restaki cows)‏ هي سلالة من الأبقار العراقية
تعد من أقل الأبقار العراقية عددًا وتتواجد في المنطقة الوسطى وجزء من المنطقة الجنوبية وحول المدن الكبيرة.

## صفات السلالة
تمتلك أبقار الرستاكي علامات مميزة، يكون أغلب ابقار الرستاكي بني مائل إلى الأحمر القاتم ويكون بعض أنواع الرستاكي ذات لون أبيض ورمادي. تعتبر من أكبر الأبقار العراقية حجما وطولها يقارب طول الأبقار الجنوبية،
تزن بقرة الرستاكي البالغة حوالي 450-500 كغم، وانتاجها من الحليب بحدود 3-5 كغم/ يوم، قد يصل إنتاج بعض الانواع الجيدة إلى 10 كغم/ يوم، وقد سجلت بعض الأبقار انتاجا مقداره 1300 كغم في موسم طوله 6-8 شهر.